# Hungría en los Juegos Olímpicos de Montreal 1976
Hungría estuvo representada en los Juegos Olímpicos de Montreal 1976 por un total de 178 deportistas que compitieron en 17 deportes.  
El portador de la bandera en la ceremonia de apertura fue el esgrimidor Jenő Kamuti.

## Medallistas
El equipo olímpico húngaro obtuvo las siguientes medallas:
| Nombre                                                                    | Deporte            | Competición         |
| ------------------------------------------------------------------------- | ------------------ | ------------------- |
| Oro                                                                       |                    |                     |
| Miklós Németh                                                             | Atletismo          | Jabalina M          |
| Ildikó Schwarczenberger                                                   | Esgrima            | Florete ind. F      |
| Zoltán Magyar                                                             | Gimnasia artística | Caballo con arcos M |
| Equipo                                                                    | Waterpolo          | Torneo M            |
| Plata                                                                     |                    |                     |
| György Kõszegi                                                            | Halterofilia       | 52 kg M             |
| József Balla                                                              | Lucha libre        | +100 kg M           |
| Zoltán Sztanity                                                           | Piragüismo         | K1 500 m M          |
| Géza Csapó                                                                | Piragüismo         | K1 1000 m M         |
| Anna Pfeffer Klára Rajnai                                                 | Piragüismo         | K2 500 m F          |
| Bronce                                                                    |                    |                     |
| Equipo                                                                    | Balonmano          | Torneo F            |
| Győző Kulcsár                                                             | Esgrima            | Espada ind. M       |
| Ildikó Bóbis Edit Kovács Magda Maros Ildikó Schwarczenberger Ildikó Rejtő | Esgrima            | Florete por eqs. F  |
| Márta Egervári                                                            | Gimnasia artística | Asimétricas F       |
| Péter Baczakó                                                             | Halterofilia       | 82,5 kg M           |
| József Tuncsik                                                            | Judo               | –63 kg M            |
| László Réczi                                                              | Lucha grecorromana | 62 kg M             |
| Tamás Kancsal Tibor Maracskó Svetiszláv Sasics                            | Pentatlón moderno  | Equipos M           |
| Zoltán Bakó István Szabó                                                  | Piragüismo         | K2 1000 m M         |
| Tamás Wichmann                                                            | Piragüismo         | C1 1000 m M         |
| Tamás Buday Oszkár Frey                                                   | Piragüismo         | C2 500 m M          |
| Tamás Buday Oszkár Frey                                                   | Piragüismo         | C2 1000 m M         |
| Klára Rajnai                                                              | Piragüismo         | K1 500 m F          |